# Maksym Pjasecki
Maksym Pawłowycz Pjasecki (ukr. Максим Павлович П'ясецький, ur. 4 kwietnia 1991 w Zarudyńcach, zm. 20 marca 2022 w Kamjance) – ukraiński żołnierz, młodszy sierżant, uczestnik wojny rosyjsko-ukraińskiej; Bohater Ukrainy.
Od początku wojny na wschodzie Ukrainy brał udział w ATO w ramach działań 95 Samodzielnej Brygady Desantowo-Szturmowej.
Na początku pełnoskalowej rosyjskiej inwazji na Ukrainę został zmobilizowany. W 2022 roku wraz ze swoją jednostką bronił pozycji w Kamjance w obwodzie charkowskim przez ponad 40 dni i wielokrotnie niszczył sprzęt wroga. Za pomocą pocisków Stugna-P zniszczył dwa czołgi atakujące z Iziumu, co zmusiło wojska rosyjskie do przerwania ataku.
Zginął 20 marca 2022 roku w pobliżu bronionej wsi podczas odpierania ataku rosyjskich czołgów.
Pochowany w swojej rodzinnej wiosce.